# Reichenstraße 35 (Quedlinburg)

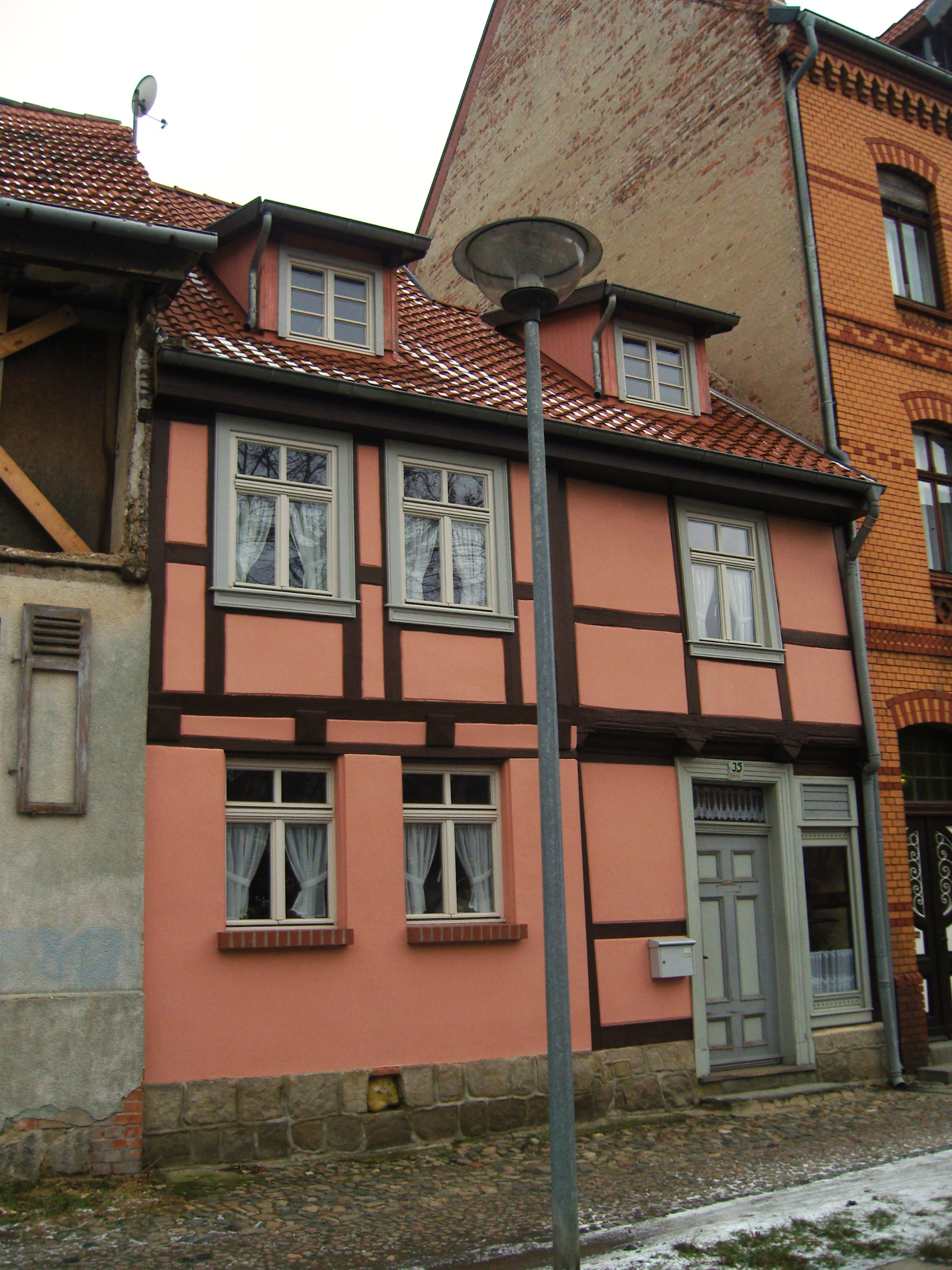
Haus Reichenstraße 35

Das Haus Reichenstraße 35 ist ein denkmalgeschütztes Gebäude in der Stadt Quedlinburg in Sachsen-Anhalt.

## Lage
Es befindet sich im nördlichen Teil der historischen Quedlinburger Neustadt und gehört zum UNESCO-Weltkulturerbe. Das Gebäude ist im Quedlinburger Denkmalverzeichnis als Wohnhaus eingetragen. Südlich grenzt das gleichfalls denkmalgeschützte Haus Reichenstraße 35a an.

## Architektur und Geschichte
Das kleine zweigeschossige Fachwerkhaus entstand in der Zeit um 1680 und besteht aus zwei Gebäudeteilen. Der südliche wohl ältere Teil springt etwas hinter den nördlichen Teil zurück. An der Fachwerkfassade finden sich als zierende Elemente stilisierte Schiffskehlen und Pyramidenbalkenköpfe. Um 1820 erfolgte eine Erneuerung des Hauses.